# درموول
درموول (به چکی: Drmoul) یک منطقهٔ مسکونی در جمهوری چک است که در ناحیه خب واقع شده‌است. درموول ۸۸۶ نفر جمعیت دارد و ۵۶۲ متر بالاتر از سطح دریا واقع شده‌است.